# Aliene Ma'riage
Aliene Ma'riage es una banda japonesa de Visual kei formada por Kyoka, Mast y Ray en marzo de 1998 y disuelta en el año 2001. El nombre de la banda significa «Matrimonio e insanidad» y se basa en tres temas principales: la locura, el drama y la tragedia. Estos temas eran representados por los integrantes sobre el escenario. La agrupación se describía a sí misma como «una fusión de elementos góticos y sonidos duros» con un vestuario y maquillaje muy recargado, el que poco a poco fueron suavizando. A lo largo de su carrera, lanzaron tres álbumes, cinco sencillos y vídeos musicales.

## Historia
Tras lanzar su primer demo titulado Kairai Ningyo, al poco tiempo publican su álbum debut llamado Les Soirée, el que fue reeditato poco después de su lanzamiento junto con su primer vídeo con Les Soirée - butokai e. En 2000, lanzaron su primer maxisencillo Ma'ria.
Todos los miembros de la banda intentaron seguir sus carreras por separado, Kyoka creó el grupo "Cupid" y poco después formó parte del grupo Chaos+System. Mast se unió a Noir Fleuir que se disolvió poco después y actualmente toca en Mil. Ray creó el grupo Nega.
En diciembre de 1999 lanzan Les Soirée Yoru no Butoukai/Senrei no Shou ~ Shoutan Hen. En el año 2000, hicieron un tour por todo el país antes de grabar su primer maxisencillo Ma'ria que fue lanzado el 26 de agosto. El 30 de marzo de 2001 lanzan 21st Century y ese mismo año Kyoka anuncia el lanzamiento de un mini-LP en solitario llamado M. Tras la disolución del grupo, han vuelto a unirse en 2005 y en 2007 en conciertos conmemorativos.

## Miembros del grupo
- Kyoka – vocal
- Mast – guitarrista
- Ray – bajo

## Discografía
Álbumes
- Les Soirée Yoru no Butoukai/Senrei no Shou ~ Shoutan Hen (26 de mayo de 1999)
- Les Soirée Yoru no Butoukai/Danzai no Shou ~ Shinbatsu Hen (23 de julio de 1999)
- 21st Century (31 de marzo de 2001)

Singles
- "Les Soirée ~Kanketsuhen~ (2 de diciembre de 1999)
- "Ma'ria" (26 de agosto de 2000)
- "La Matinee" (1 de agosto de 2001)

Demo
- "Kairai Ningyou ~Mannequin~ (30 de agosto de 1998)

## Videografía
- Les Soirée ~Butoukai no E~ (28 de abril de 2000)
- Last Live (1 de agosto de 2001)
- Boku ~Shimobe~ (1 de agosto de 2001)